# Esteban J. Palomera
Esteban Julio Palomera Quiroz (Guadalajara, Jalisco, 28 de enero de 1914 - Ciudad de México, 3 de noviembre de 1997) fue un sacerdote católico, escritor, historiador, catedrático y académico mexicano. Se especializó en el estudio de la vida y obra de fray Diego de Valadés y en la cultura maya.

## Semblanza biográfica
Realizó sus primeros estudios en su ciudad natal con los hermanos maristas y con los jesuitas en el Instituto de Ciencias. En 1929, ingresó a la compañía de Jesús en El Paso, Texas. Continuó sus estudios en el Distrito Escolar Independiente de Ysleta obteniendo una maestría en letras en 1934 y una maestría en filosofía en 1938. De 1942 a 1946 estudió teología obteniendo, de igual forma, una maestría. Se ordenó sacerdote en 1945. Antes de regresar a México, se interesó en la historia y visitó diversos fondos documentales en las bibliotecas de Estados Unidos.  
En 1946, ingresó a la Facultad de Filosofía y Letras de la Universidad Nacional Autónoma de México (UNAM) para cursar una maestría en Historia, obteniendo el título respectivo en agosto de 1947 con la tesis Fray Diego de Valadés O.F.M., y su breve crónica mexicana. Sus sinodales fueron Alberto María Carreño, Federico Gómez de Orozco, Rafael García Granados, Edmundo O'Gorman y Ernesto de la Torre Villar. Un año más tarde, cursó un doctorado en Letras con especialización en Historia, aunque presentó su tesis hasta 1962 con el título de Fray Diego de Valadés O.F.M., evangelizador humanista de la Nueva España, su obra. En esta ocasión sus sinodales fueron Ignacio Dávila Garibi, Jorge Ignacio Rubio Mañé, Ernesto de la Torre Villar, Manuel Alcalá y Miguel León-Portilla.
Residió en Mérida durante casi un año, investigó y visitó diversos sitios arqueológicos mayas. Conformó una colección de más de dos mil diapositivas las cuales utilizó para impartir cursos y conferencias de historia maya. Como catedrático impartió clases en diversas instituciones en Mérida, Guadalajara, Monterrey, Saltillo y Puebla. De 1980 a 1981 viajó a Europa, visitó diversos archivos y bibliotecas de Roma, Madrid y Sevilla. 
Fue elegido miembro de número de la Academia Mexicana de la Lengua el 26 de enero de 1995, tomó posesión de la silla XIV el 3 de octubre de 1996. Murió el 3 de noviembre de 1997 en la Ciudad de México.

## Obras publicadas
- Fray Diego Valadés, O.F.M., evangelizador humanista de la Nueva España: su obra, 1962.
- Fray Diego Valadés, O.F.M., evangelizador humanista de la Nueva España: el hombre, su época y su obra, 1988.
- La obra educativa de los jesuitas en Guadalajara, 1586-1986, 1986.
- La obra educativa de los jesuitas en Puebla, 1578-1945, 1986.
- La obra educativa de los jesuitas en Tampico, 1962-1987, 1989.
- "Introducción" de Retórica cristiana de Fray Diego Valadés, 1989.